# Mezynskyj Nationalpark
Mezynskyj Nationalpark (ukrainsk: Мезинський національний природний парк) er en nationalpark i Ukraine, der dækker skov- og flodsletter og terrasser af Desna-floden i den nordlige del af landet. Parken blev oprettet for at balancere beskyttelsen af følsomme økologiske og arkæologiske steder, rekreation og landbrug. Administrativt ligger parken i Novhorod-Siverskij rajon i Tjernihiv Oblast, omkring 150 km nord for den regionale by Kharkiv.

## Topografi
Det meste af parken ligger på højre bred af Desna-floden, som løber fra nord til syd ned langs parkens østlige og sydlige grænser. Terrænet er gletsjermoræner, skrånende terrasser, flodsletteterrasser og forhøjede sletter med mange bifloder, der løber ned til floden. Bakkerne spænder fra 125 til 208 meter over havets overflade. Området er en del af floden Dneprs lavland. Parken er omkring 20 km fra vest til øst og 30 km nord til syd. Det ligger omkring 110 km øst for den regionale by Tjernihiv og 60 km nedstrøms fra grænsen til Rusland mod nord.

## Klima og økoregion
Klimaet i Mezynskyj Nationalpark er efter Köppen klimaklassificering (Dfb) fugtigt kontinentalt klima (undertypen varm sommer). Dette klima er kendetegnet ved store sæsonbestemte temperaturforskelle og en varm sommer (mindst fire måneder i gennemsnit over 10 °C , men ingen måned i gennemsnit over 22 °C. Nedbør i Mezynskyj-regionen er i gennemsnit 590-640 mm/år. Gennemsnitstemperaturen i januar er -7,9 °C , og i august er den 19,4 °C. Der er snedække i 110-115 dage i gennemsnit, med en gennemsnitlig dybde på 21-22 cm.
Mezynskyj ligger i økoregionen den østeuropæiske skovsteppe, en overgangszone mellem løvskovene i nord og græsarealerne mod syd. . Denne økoregion er karakteriseret ved en mosaik af skove, stepper og flod-vådområder. 

## Flora og fauna
Skov dækker 38% af parken, stepper og græsarealer dækker 16%, landbrug dækker 35% (med flere små landsbyer i parken), 3% er søer, 1% er moseland, og 7% er af anden dækning. Der er registreret 625 plantearter, 224 fuglearter og 48 arter af pattedyr.

## Offentlig brug
Parken har tre museer, som kan besøges mod et mindre gebyr:
- Mezynskyj arkæologiske forskningsmuseum
- Besøgscenter og museum for Mezynskyj Nationalpark
- Center for Bevarelse af Antikviteter, et rum med etnografi og historie i Mezynskyj

Der er en række vandrestier og campingpladser. Besøgende kan bo i fast logi på stedet, parkering er tilgængelig. Campister kan leje telte, soveposer, frakker og rygsække.